# Tehno Terror
Tehno Terror – jedyna płyta polskiego zespołu Max i Kelner wydana w 1992.
Wznowiona została w 2006 nakładem wytwórni W Moich Oczach. Wydanie to zawiera 6 utworów bonusowych zarejestrowanych przez Brylewskiego i Rozwadowskiego w 1987 pod nazwą T-34.

## Lista utworów
Źródło:.
1. „Intro” – 0:50
2. „Mamy zahut” – 4:24
3. „Denervus Polonicus Influensa Virus” – 3:43
4. „Dzieci” – 4:40
5. „Bawimy się” – 4:00
6. „Kosmos” – 4:30
7. „Mega Yoga kfas” – 5:45
8. „Starófka” – 4:14
9. „Kartofle” – 4:20
10. „Moja głowa” – 4:00
11. „Miasto” – 5:00
12. „Cały świat” – 4:30
13. „Denervus Dub” – 3:40
14. „Głowa Dub” – 3:30
15. „Letnia przygoda” (bonus)
16. „Pierwsza podróż” (bonus)
17. „Człowiek z żelaza” (bonus)
18. „Czwarta kontrola” (bonus)
19. „Dziadek Józio” (bonus)

## Twórcy
Źródło:.
- Robert 'Max' Brylewski – wokalista, syntezator, produkcja
- Paweł 'Kelner' Rozwadowski – wokalista
- Vivian Quarcoo – wokalistka (w utworze "Dzieci")
- Anne Adolfson – głos (w utworze "Miasto")
- Krzysztof 'Banan' Banasik – saksofon, waltornia (w utworze "Bawimy się")
- Grzegorz Rydko – saksofon (w utworze "Moja głowa")
- Witold Popiel – projekt graficzny okładki
- Piotr Kłosek – foto